# Голденрод (Флорида)
Голденрод (англ. Goldenrod) — переписна місцевість (CDP) в США, в округах Орандж і Семінол штату Флорида. Населення — 13 431 особа (2020).

## Географія
Голденрод розташований за координатами 28°36′43″ пн. ш. 81°17′28″ зх. д. / 28.61194° пн. ш. 81.29111° зх. д. (28.611918, -81.291229).  За даними Бюро перепису населення США в 2010 році переписна місцевість мала площу 6,94 км², з яких 6,52 км² — суходіл та 0,42 км² — водойми.

## Демографія
Згідно з переписом 2010 року, у переписній місцевості мешкало 12 039 осіб у 5209 домогосподарствах у складі 2778 родин. Густота населення становила 1735 осіб/км².  Було 5670 помешкань (817/км²).
Расовий склад населення:
| - 77,6 % — білих - 9,2 % — чорних або афроамериканців - 3,0 % — азіатів - 0,4 % — корінних американців - 0,1 % — вихідців з тихоокеанських островів - 6,4 % — осіб інших рас |

До двох чи більше рас належало 3,3 %. Частка іспаномовних становила 22,2 % від усіх жителів.
За віковим діапазоном населення розподілялося таким чином: 18,7 % — особи молодші 18 років, 69,5 % — особи у віці 18—64 років, 11,8 % — особи у віці 65 років та старші. Медіана віку мешканця становила 32,8 року. На 100 осіб жіночої статі у переписній місцевості припадало 109,9 чоловіків;  на 100 жінок у віці від 18 років та старших — 110,1 чоловіків також старших 18 років.
Середній дохід на одне домашнє господарство  становив 50 130 доларів США (медіана — 40 945), а середній дохід на одну сім'ю — 63 578 доларів (медіана — 55 714). Медіана доходів становила 32 298 доларів для чоловіків та 33 090 доларів для жінок. За межею бідності перебувало 21,9 % осіб, у тому числі 22,1 % дітей у віці до 18 років та 5,3 % осіб у віці 65 років та старших.
Цивільне працевлаштоване населення становило 6390 осіб. Основні галузі зайнятості: освіта, охорона здоров'я та соціальна допомога — 21,6 %, роздрібна торгівля — 15,5 %, мистецтво, розваги та відпочинок — 13,1 %, науковці, спеціалісти, менеджери — 12,6 %.